# 1795 год в литературе

## Книги
- «Леди Сьюзан»  (англ. Lady Susan) — роман Джейн Остин.
- «Генри» (англ. Henry) — Ричард Камберленд.

## Родились
- 15 января — Александр Сергеевич Грибоедов, русский дипломат,поэт, драматург, пианист и композитор, дворянин (ум. 1829г).
- 13 июня — Томас Арнолд, английский историк и реформатор (ум. 1842г).
- 7 сентября — Джон Уильям Полидори, английский писатель и врач (ум. 1821г).
- 29 сентября — Кондратий Фёдорович Рылеев, русский поэт, общественный деятель, декабрист (ум. 1826г).
- 31 октября — Джон Китс, английский поэт (ум 1821г).
- 4 декабря — Томас Карлайл, шотландский писатель, публицист, историк и философ (ум. 1881г).
- 14 декабря — Луи-Франсуа Рабан, французский писатель (ум. в 1870).
- Мигель Альварес Кастро, сальвадорский поэт (ум. в 1855).

## Умерли
- 11 февраля — Карл Микаэль Бельман, шведский поэт и композитор (род. 1740г).
- 22 февраля — Александр Джерард,  шотландский писатель и философ (род. 1728г).
- 19 мая — Джеймс Босуэлл, шотландский писатель и мемуарист (род. 1740г).
- 10 октября — Франческо Антонио Дзаккария, итальянский историк и теолог (род. 1714г).
- Саят-Нова, армянский поэт и ашуг, мастер любовной лирики (род. 1712г).